# Cephalocyclus carmenae
Cephalocyclus carmenae är en skalbaggsart som beskrevs av Dellacasa, Dellacasa och Gordon 2007. Cephalocyclus carmenae ingår i släktet Cephalocyclus och familjen Aphodiidae. Inga underarter finns listade.